# Adrià Gual i Queralt

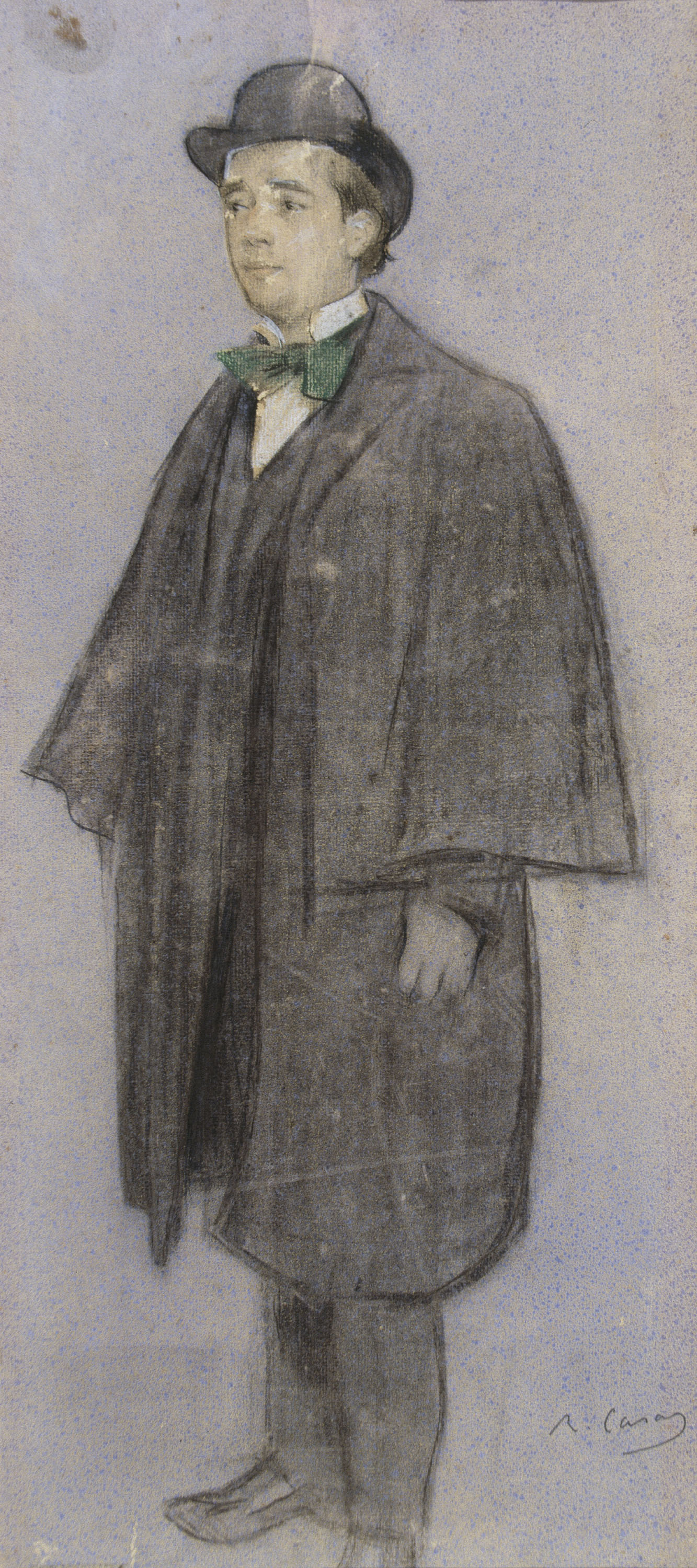
Portret van Adrià Gual door Ramon Casas i Carbó, ca. 1898, Museu Nacional d'Art de Catalunya, Barcelona

Adrià Gual  i Queralt (Barcelona, 8 december 1872 – aldaar, 21 december 1943) was een Catalaanse dramaturg, regisseur, pedagoog, tekenaar en kunstschilder.

## Grafisch werk
In zijn jeugd werkte Adrià Gual in het lithografisch atelier van zijn vader en volgde een opleiding tot tekenaar en schilder aan de academie van Pere Borrell del Caso, de Sociedad de Bellas Artes V. Tijdens die periode werkte hij in de trant van de Colla del Safrà, een groep schilders die werkte in de stijl van het Catalaans modernisme, de Catalaanse versie van de Jugendstil. Hij exposeerde op de IV Exposición de Bellas Artes in Barcelona in 1898. In die periode schilderde hij enkele van zijn bekendste werken, onder meer La Rosada (1897) en Figura tocant la lira (1900). Hij was ook een begaafd affichekunstenaar. Hij realiseerde onder meer de poster Nocturn (1896) om zijn gelijknamige boek te promoten, een werk met een uitgesproken symbolistisch karakter. Andere bekende werken zijn Cosmópolis Cycles (1898), Llibre d’Hores (1899) en Festes de la Mercè (1902). Hij werkte ook als illustrator, zowel voor eigen werken als voor opdrachten zoals 'Las vendimias' van Eduardo Marquina. Hij werkte ook voor verschillende magazines zoals Luz, dat hij zelf oprichtte, Juventut en Hojas Selectas.

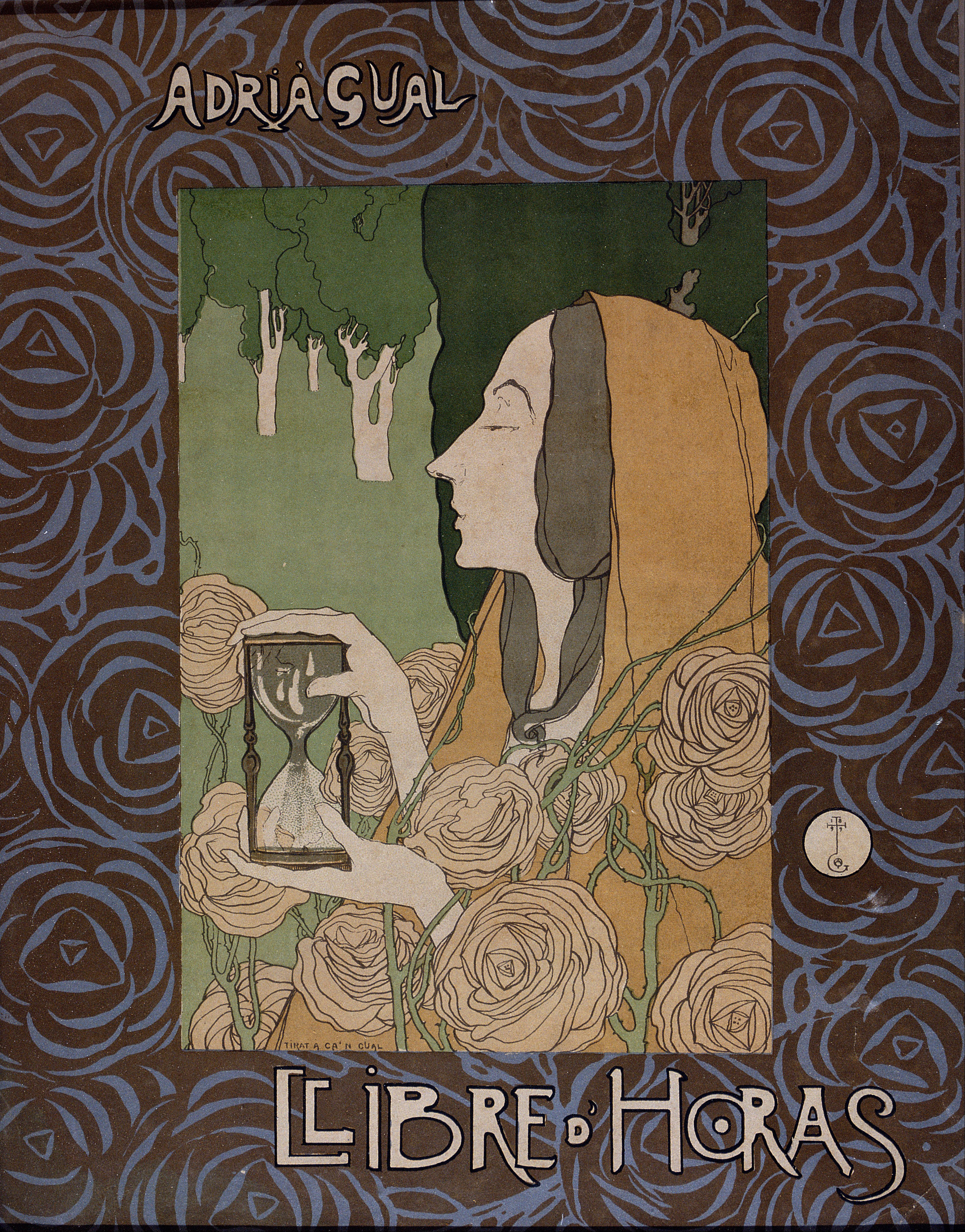
Llibre d'Horas, 1899, Museu Nacional d'Art de Catalunya, Barcelona

## Theater
Adrià Gual voelde zich naast zijn grafisch werk ook van jongs af aan sterk aangetrokken tot het theater. Naast zijn werk als auteur was hij als regisseur een belangrijk figuur in de evolutie van het Catalaanse theater. Hij brak met de Catalaanse renaissancestijl en opende een venster op de transalpiene Europese toneelkunst. De talrijke stukken die hij schreef waren nu eens modernistisch dan weer naturalistisch.
In 1898 stichtte hij de theatergroep Teatre Íntim, samen met Joaquim Pena, Claudi Sabadell, Oriol Martí, Salvador Vilaregut, Francesc Soler en Josep Maria Sert om het moderne theater te promoten. De groep presenteerde naast eigen werk, stukken van moderne schrijvers zoals Maurice Maeterlinck, Gabriele d'Annunzio, Gerhart Hauptmann, Henrik Ibsen en Àngel Guimerà maar daarnaast ook het klassieke werk van onder meer Sophocles, Shakespeare, Goethe en Molière. Ook als pedagoog was hij belangrijk, hij stichtte de Escuela Catalana de Arte Dramático die later het Instituto del Teatro werd.

Naast zijn werk als theaterman was hij ook verscheidene jaren directeur van de filmmaatschappij Barcinógrafo en produceerde hij verschillende films.

La rosada, 1897, Museo Nacional d'Art de Catalunya, Barcelona

## Werken
Hierbij een lijst van toneelstukken geschreven door Gual.
- Oh, Estrella! (1891)
- La mosca vironera (1891)
- La visita (1893)
- L'últim hivern (El último invierno) (1893)
- La mar brama (1894)
- Morts en vida (Muertos en vida) (1894)
- El perill (El peligro) (1895)
- Nocturn (Audante Morat) (1895)
- Blancaflor (1897)
- Silenci (Drama de món)- (Silencio, drama de mundo) (1898)
- L'emigrant (El emigrante) (1900)
- Camí d'Orient (Camino de Oriente) (1901)
- Misteri de dolor (Misterio de dolor) (1901)
- Les alegres comediantes (1902)
- La fi de Tomàs Reynald (1904)
- Els pobres menestrals (Los pobres menestrales) (1906)
- Marcolf (1907)
- La pobra Berta (1907)
- Donzell qui cerca muller (Doncel quien busca mujer) (1910)
- En Jordi Flama (1911)
- L'Arlequí vividor (El Arlequín vividor) (1912)
- La comèdia extraordinària de l’home que va perdre el temps (La comedia extraordinaria del hombre que perdió el tiempo) (1913)
- La gran família (1915)
- Els avars (Los avaros) (1916)
- Shumann al vell casal (Shumann al viejo casal) (1916)
- Els pastors en revolta (Los pastores en revuelta) (1916)
- Les filoses (Las hilanderas) (1916)
- La serenata (1916)
- Joan Ezequiel (1916)
- Hores d'amor i de tristesa (Horas de amor y de tristeza) (1916)
- Fígaro o la dama que s’avorria (Fígaro o lda dama que se aburría) (1917)
- La mentidera (La mentirosa) (1927)
- El camí (El camino) (1939)

- Biblioteca Nacional de España: XX959658
- Bibliothèque nationale de France: cb12027661d (data)
- Catàleg d'autoritats de noms i títols de Catalunya: 981058512768806706
- Gemeinsame Normdatei: 124427529
- International Standard Name Identifier: 0000 0001 1873 0835
- Library of Congress Control Number: n85344521
- Nationale Bibliotheek van Israël: 987007277894505171
- Nederlandse Thesaurus van Auteursnamen: 069227594
- RKD-Nederlands Instituut voor Kunstgeschiedenis: 34384
- Système universitaire de documentation: 074050079
- Union List of Artist Names: 500124900
- Virtual International Authority File: 12322438
- WorldCat: E39PBJwxMDQ43MGPhjg3rB9VYP